# 長山直候
長山 直候（ながやま なおよし）は、江戸時代後期の日本の武士（幕臣）、旗本。通称は祐之助。

## 略歴
旗本・長山直緟の子として生まれる。
嘉永3年（1850年）1月11日、西丸小姓組から使番となる。
使番在任中の安政4年（1857年）6月2日に大坂目付代を兼務する。 同年9月13日に病気のため兼務を解かれ、同5年5月には病気を理由に辞職した。無役の寄合となり、安政6年12月に隠居した。